# Tanarthrus inhabilis
Tanarthrus inhabilis är en skalbaggsart som beskrevs av Chandler 1975. Tanarthrus inhabilis ingår i släktet Tanarthrus och familjen kvickbaggar. Inga underarter finns listade i Catalogue of Life.